# موریس (فیلم)
موریس (انگلیسی: Maurice) یک فیلم در ژانرهای عاشقانه و درام، به کارگردانی جیمز آیووری است که در سال ۱۹۸۷ منتشر شد.

## خلاصه داستان
کِلایو (همکلاسی و دوست صمیمی موریس) او را با نوشته‌های یونان باستان در مورد عشق همجنسگرایانه آشنا می‌کند. آن‌ها به مدت دو سال رابطهٔ عاشقانه‌ای با یکدیگر دارند که آن را از همه مخفی می‌کنند، اما سرانجام مشخص می‌شود که کِلایو قصد ازدواج با شخص دیگری را در سر دارد.

## بازیگران
- جیمز ویلبی در نقش موریس
- هیو گرانت در نقش کِلایو
- روپرت گراوس
- بن کینگزلی
- دنهلم الیوت
- سیمون کالو
- بیلی وایتلا
- بری فاستر
- جودی پارفیت
- پاتریک گود فری
- فیبی نیکولز
- جولین وادهام
- هلنا بونهام کارتر
- مارک تـَندی